# Madonas distrikt
Madonas distrikt (lettisk: Madonas rajons) er beliggende i regionen Livland og delvis i Letgallen i det østlige Letland. Udover den centrale administration består Madonas distrikt af 21 selvstyrende enheder: 3 byer (lettisk: pilsētas, plur.; pilsēta, sing.), 1 storkommune (lettisk: novadi, plur.; novads, sing.) samt 17 landkommuner (lettisk: pagasti, plur.; pagasts, sing.).

## Selvstyrende enheder underlagt Madonas distrikt
- Arona landkommune
- Barkava landkommune
- Bērzcaune landkommune
- Cesvaine by
- Dzelzava landkommune
- Ērgļi storkommune
- Indrāni landkommune
- Kalsnava landkommune
- Lazdona landkommune
- Ļaudona landkommune
- Liezere landkommune
- Lubāna by
- Madona by
- Mārciena landkommune
- Mētriena landkommune
- Murmastiene landkommune
- Ošupe landkommune
- Prauliena landkommune
- Sarkaņi landkommune
- Varakļāni by
- Varakļāni landkommune
- Vestiena landkommune

56°51′N 26°13′Ø / 56.85°N 26.22°Ø